# A Means to an End: The Music of Joy Division
| Críticas profissionais | Críticas profissionais |
| Avaliações da crítica  | Avaliações da crítica  |
| Fonte                  | Avaliação              |
| ---------------------- | ---------------------- |
| All Music Guide        | link                   |

A Means to an End: The Music of Joy Division é uma coletânea de tributo à banda britânica de pós-punk Joy Division, lançada em 1995, com covers gravadas por várias bandas e artistas solo.

## Faixas
| N.º | Título                    | Intérprete         | Duração |  |
| 1.  | "She's Lost Control"      | Girls Against Boys | 3:28    |  |
| 2.  | "Day of the Lords"        | Honeymoon Stitch   | 4:55    |  |
| 3.  | "New Dawn Fades"          | Moby               | 5:33    |  |
| 4.  | "Transmission"            | Low                | 6:13    |  |
| 5.  | "Atmosphere"              | Codeine            | 4:49    |  |
| 6.  | "Insight"                 | Further            | 3:55    |  |
| 7.  | "Love Will Tear Us Apart" | Stanton-Miranda    | 3:58    |  |
| 8.  | "Isolation"               | Starchildren       | 3:48    |  |
| 9.  | "Heart and Soul"          | Smith              | 6:08    |  |
| 10. | "Twenty Four Hours"       | Versus             | 4:25    |  |
| 11. | "Warsaw"                  | Desert Storm       | 4:05    |  |
| 12. | "They Walked in Line"     | GodheadSilo        | 2:24    |  |
| 13. | "Interzone"               | Face to Face       | 2:30    |  |
| 14. | "As You Said"             | Tortoise           | 4:22    |  |